# Die Sterntaler

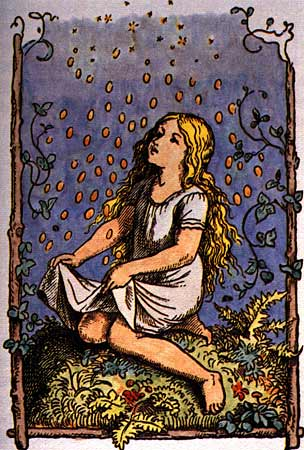
Illustration zu „Die Sterntaler“ von Ludwig Richter, 1862

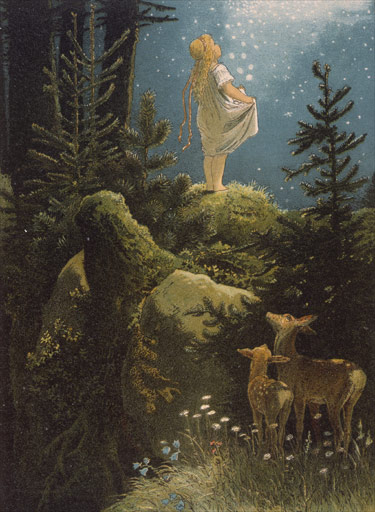
Illustration zu „Die Sterntaler“ von Viktor Paul Mohn, 1882

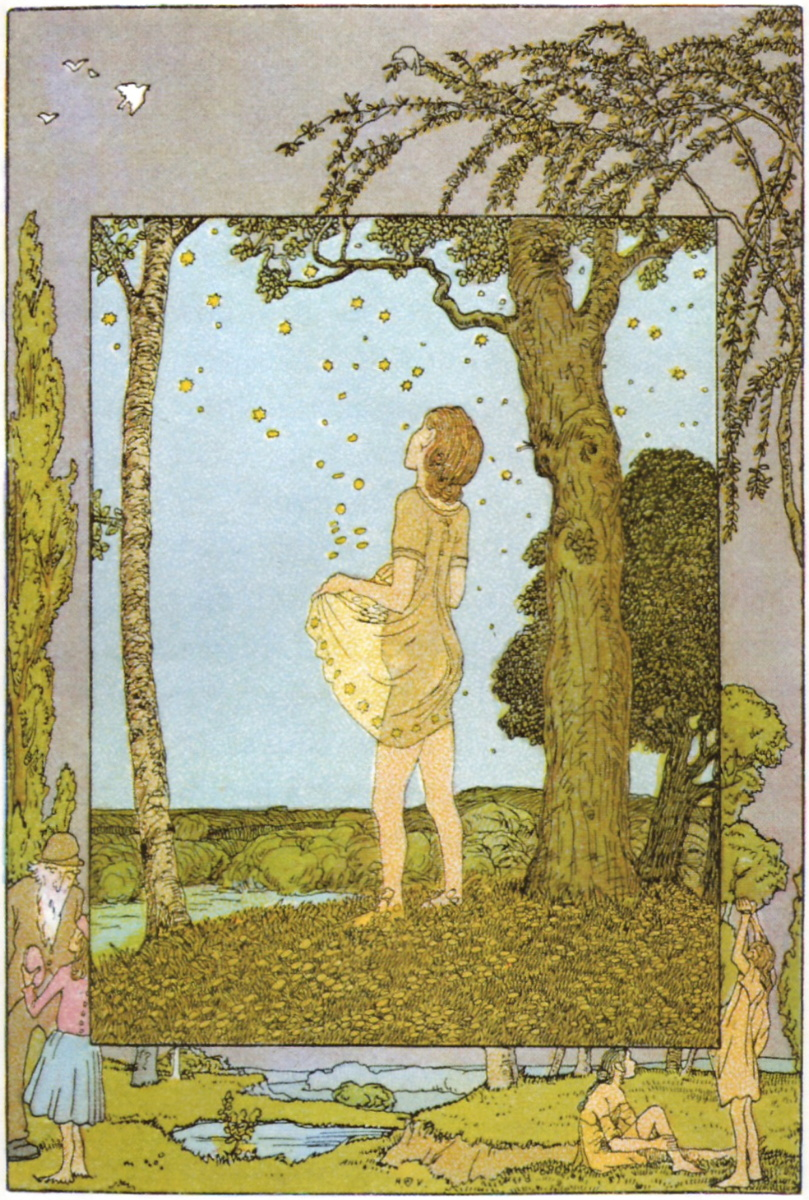
Illustration zu „Die Sterntaler“ von Heinrich Vogeler, 1907

Die Sterntaler ist ein kurzes Märchen (ATU 779H*). Es steht in den Kinder- und Hausmärchen der Brüder Grimm ab der 2. Auflage von 1819 an Stelle 153 (KHM 153), vorher als Das arme Mädchen an Stelle 83, und geht zum Teil auf Achim von Arnims Novelle Die drei liebreichen Schwestern und der glückliche Färber zurück. Bei Grimm schrieb sich der Titel Die Sternthaler.

## Inhalt
Ein armes Waisenmädchen, das außer einem Stück Brot nichts besitzt, geht in die Welt hinaus. Unterwegs verschenkt es sein Brot, dann seine Mütze, sein Leibchen, sein Röckchen und schließlich auch sein Hemdchen an andere Bedürftige. Da fallen die Sterne als Silbertaler vom Nachthimmel, und es hat ein neues, feines Leinenhemdchen an, in das es sie aufsammelt. Dadurch ist es reich bis zum Lebensende.

## Herkunft
In Jacob Grimms Handschrift von 1810 ist Armes Mädchen eine nur kurze Notiz. Nach Grimms Anmerkung ab 1812 wurde es aus „dunkler Erinnerung aufgeschrieben“, mit Hinweis auf Jean Pauls Roman Die unsichtbare Loge. Eine Biographie sowie Achim von Arnims Novelle Die drei liebreichen Schwestern und der glückliche Färber (1812). Letztere nimmt Grimms Fassung deutlich vorweg und ist vielleicht durch den fragmentartigen Einschub bei Jean Paul inspiriert.
Der Name leitet sich vermutlich von der „Sterntaler“ genannten Reichstalermünze ab, die Friedrich II. von Hessen-Kassel zwischen 1776 und 1779 prägen ließ. Er wurde u. a. zur Entschädigung der Familien der im amerikanischen Unabhängigkeitskrieg gefallenen hessischen Soldaten verwendet (→ Blutdollar, Soldatenhandel unter Landgraf Friedrich II. von Hessen-Kassel). Seinen Namen verdankte er dem Bruststern des Hausordens vom Goldenen Löwen auf dem Revers. 

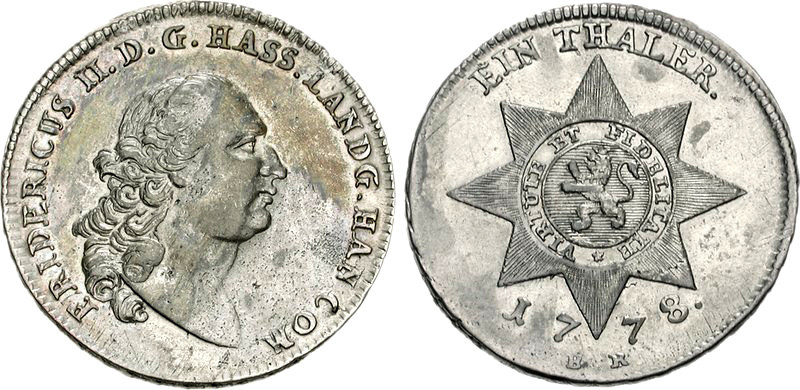
Sterntaler Friedrichs II. von Hessen-Kassel aus dem Jahr 1778

## Stil
Das Zaubermärchen scheint die Entwicklung der Brüder Grimm zu kurzen, prägnanten Texten auf die Spitze zu treiben, indem es nahezu ohne Handlung auskommt. Die Schlussszene wurde denn auch immer wieder bildlich dargestellt.

## Interpretation
Vielfach wird dieses Märchen der Brüder Grimm als Allegorie eines vorbildlichen christlichen Menschen verstanden, der barmherzig und großzügig an bedürftige Menschen von dem Seinen gibt, auch wenn er selber „am Ende“ dabei scheinbar „nichts“ mehr hat. Diese „innere Einstellung“, als gelebte Grundhaltung, wird „vom Himmel“ durch „Sternthaler“ überreichlich „in himmlischer Währung“ belohnt und mit einem „schmückenden“ feinen „Seelenkleid“ in „Ewigkeit“ von einem „Unsichtbaren“ (aber nicht Unwirkbaren!) „bekleidet“. Die Reise zu den Gestirnen erinnert z. B. auch an Das singende springende Löweneckerchen.
Für den Anthroposophen Rudolf Meyer schildert das Märchen die mystischen Stufen der Entäußerung weltlicher Hüllen zur Erlangung des Sternenkleides, wie es auch beim Tod geschieht. Laut Wolfdietrich Siegmund erfahren wir in Sterntaler unsere Abhängigkeit, dabei aber auch Geborgenheit im Kosmos.
Eine psychopathologische Betrachtung sieht in dem Märchen ein Beispiel einer obsessiven, selbstzerstörerischen Form der Doromanie, einer „Schenksucht“.

## Rezeption
Georg Büchner lässt in seinem vermutlich 1836 entstandenen Drama Woyzeck die Großmutter ein ähnliches, jedoch sehr pessimistisches, nihilistisch gefärbtes Märchen erzählen. Darin wandert das Mädchen erst zum Mond, dann zur Sonne und dann zu den Sternen. Die stellen sich aber als ein faules Stück Holz, eine welke Sonnenblume und aufgespießte Mücken heraus: so setzt sich das Mädchen schließlich allein hin und weint und da sitzt es noch und ist ganz allein. Werner Bergengruens Novelle Die Sterntaler von 1953 spielt auf das Märchen an. In Kathleen Winsors Roman Sterntaler (Original: Star Money) von 1950 geht es demgegenüber um eine junge Schönheit, die – wie die Autorin mit ihrem später von Otto Preminger verfilmten Romandebüt Forever Amber von 1944 (Amber, die große Kurtisane) – einen Bestseller landet, der ihr Ruhm, Reichtum und die stete Aufmerksamkeit der Männerwelt einbringt, während ihr Ehemann im Weltkrieg an der Front dient.
Die Grafikerin Johanna Hipp (1873–1953) erlangte u. a. durch eine 1898 geschaffene Reihe von Sammelbildern zum Thema Sterntaler Bekanntheit, die für Dr. Thompson’s Seifenpulver warben.
In Eva Marders Version teilt ein Kind mit denen, deren Eltern im Krieg starben, bis es selbst Waise ist, da wird es abgewiesen. Als schwarze Vögel Sterne wie Fackeln vom Himmel werfen, will es sterben. Janosch parodiert das Märchen als Pressebericht von der Verhaftung zweier Krimineller, denen durch einen Rechenfehler oder ein Kleidergeschenk an einen alten Mann die Sterne sozusagen in den Schoß gefallen seien. Bei Fritz Deppert nimmt ein alter Mann dem Kind sein Brot, größere Kinder die Kleider, das hält es für ein gutes Omen und wartet auf die Sterne, die fallen herab und detonieren. Bei Franz Mon schimpfen zum Schluss die Eltern mit Donnerstimme vom Himmel, weil das Kind nackt ist.
Von Franz Xaver Kroetz ist ein Theaterstück Sterntaler, 1977.
Das ZDF widmete dem Sterntaler-Märchen den dritten Teil der Doku-Reihe Märchen und Sagen – Botschaften aus der Wirklichkeit (Erstsendung am 23. Oktober 2005). Demnach werden Funde keltischer Goldmünzen, bekannt als Regenbogenschüsselchen, als Kern der Überlieferung angesehen: Diese wurden im süddeutschen Raum beim Pflügen an die Oberfläche gebracht und nach Regenfällen ausgespült. Nach einer anderen Theorie wurden Märchenerzähler durch die Münze Sterntaler inspiriert. Diese hatte Friedrich II. in Umlauf gebracht. Auf ihr ist ein Stern zu sehen.
2011 verfilmte Bavaria Film im Auftrag des Südwestrundfunks das Grimmsche Märchen für Das Erste. Die Verfilmung wurde als Die Sterntaler im Rahmen der ARD-Märchenreihe Sechs auf einen Streich im Weihnachtsprogramm 2011 im Ersten ausgestrahlt.

Briefmarken der Deutschen Bundespost (1959)
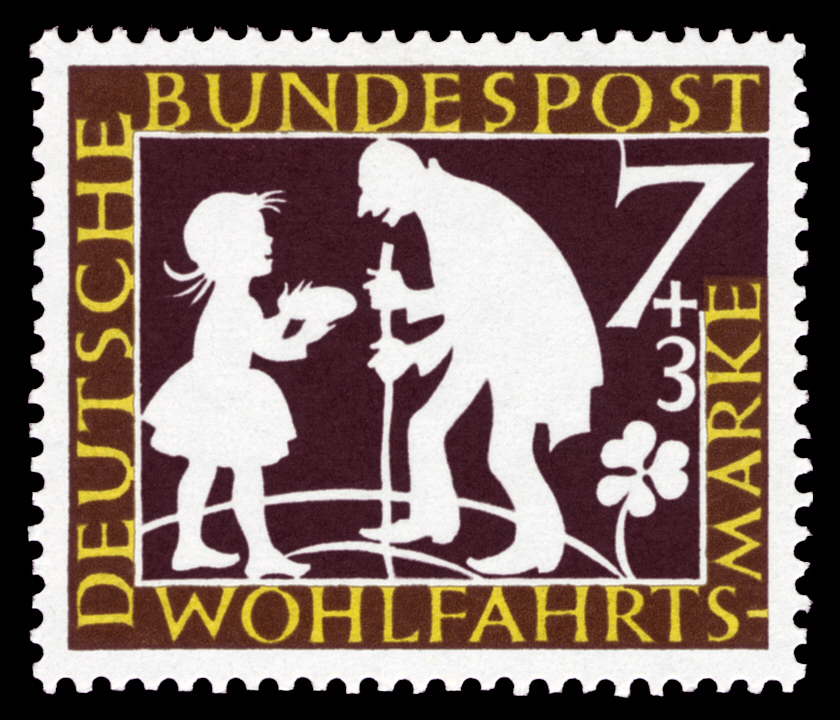
Das Mädchen gibt dem armen Mann das Brot
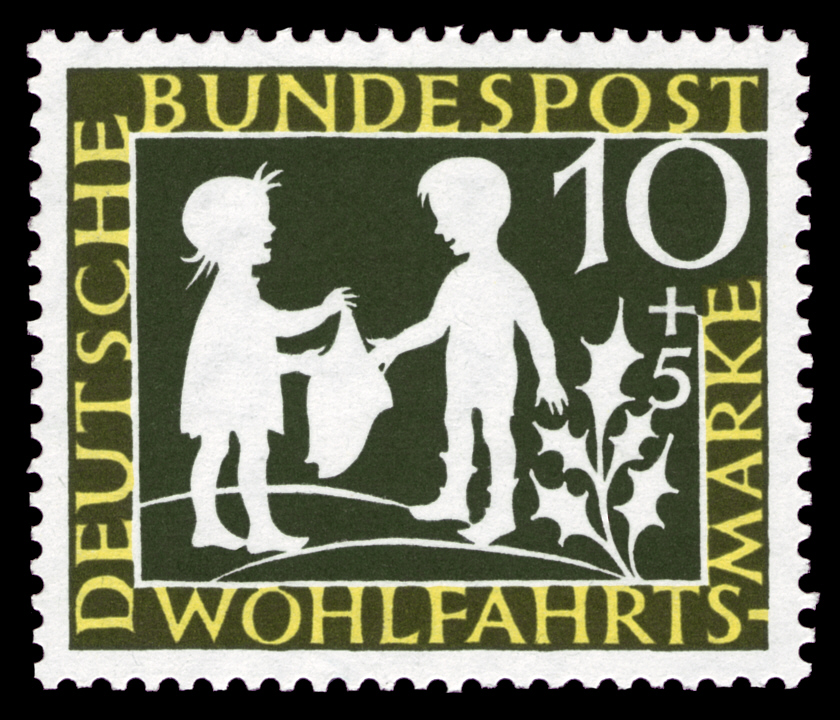
Das Mädchen gibt dem Kind sein Röcklein
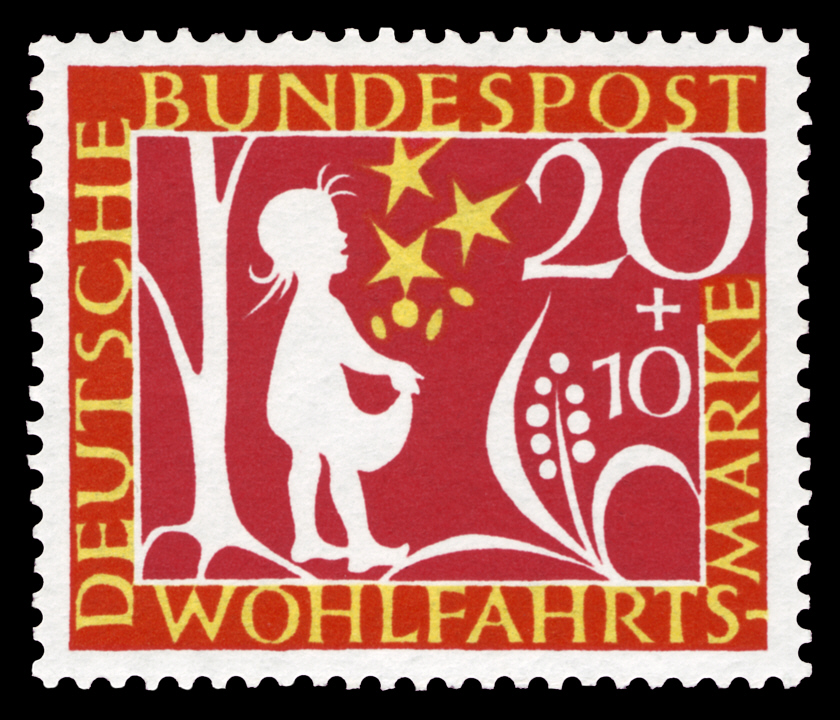
Das Mädchen sammelt die Taler ein

## Filmografie
- 1929: Die Sterntaler, Deutschland, Spielfilm, 13 Min., Regie: Alf Zengerling[19]
- 1940: Die Sterntaler, Deutschland, Spielfilm, 16 Min., Regie: Hubert Schonger, Filmprädikat: „volksbildend“[20]
- 1949: Das Mädchen mit den Sterntalern, BRD, Spielfilm, 23 Min., Regie: Alf Zengerling[21]
- 2005: Märchen und Sagen – Botschaften aus der Wirklichkeit (3/3): Sterntaler und das himmlische Gold, BRD, ZDF-Dokumentation, 45 Min. Märchen & Sagen: Sterntaler und das himmlische Gold zdf.de (Memento vom 7. November 2005 im Internet Archive)
- 2011: Die Sterntaler, BRD, Märchenfilm der 4. Staffel aus der ARD-Reihe Sechs auf einen Streich, Produktion: Südwestrundfunk und der Bavaria Film, veröffentlicht am 17. November 2011 auf DVD und erstausgestrahlt am 26. Dezember 2011 im Ersten Fernsehprogramm der ARD